# Henri Cordier (joueur de dames)
Pour les articles homonymes, voir Henri Cordier et Cordier (homonymie).
Henri Cordier, né en 1937 et mort en février 2022,, est un joueur de dames français, licencié au Damier Dijonnais, parvenu en division Nationale en 1963 et titré champion de France en 1979 à Valence.
Il est le créateur de la compétition de la Coupe de France de dames en 1973.
De 1992 à 1996, il est le président de la Fédération française de jeu de dames (FFJD).
Maître national en problémisme, il est aussi le père d'Arnaud Cordier, dix-huit fois champion de France seniors.

## Palmarès
- Grand Maître National ;
- Participation aux championnats d'Europe en 1983 et 1992 ;
- Champion de France National (seniors) en 1979 (à Valence) ;
- Champion de France par correspondance en 1978 ;
- Maître problémiste[4].